# 朴持厚
朴持厚（： Park Ji-Hu，2003年11月7日—），韓國女演員。名字常音譯為朴智厚。

## 影視作品

### 劇集
| 年份   | 平台    | 劇名               | 角色   | 備註     |
| 2017年 | 網路劇  | 《青春期妹妹特徵》 | 妹妹   | 主演     |
| 2018年 | XtvN    | 《復仇筆記2》      | 李夏陽 |          |
| 2019年 | JTBC    | 《美麗的世界》     | 鄭多熙 | 配角     |
| 2022年 | Netflix | 《殭屍校園》       | 南溫召 | 主演     |
| 2022年 | tvN     | 《小女子》         | 吳仁惠 | 主演     |
| 2023年 | JTBC    | 《奇蹟的兄弟》     | 蔡雨婷 | 特別出演 |
| 2025年 | SBS     | 《四季之春》       | 金春   | 主演     |
| 2025年 | 待公布  | 《靈魂手指》       | 宋雨妍 | 主演     |
| 2026年 | Netflix | 《殭屍校園2》      | 南溫召 | 主演     |

### 電影
| 年份   | 片名               | 角色   | 備註           |
| 2016年 | 《被隱藏的時間》   |        | 長得像秀潾的人 |
| 2017年 | 《被操縱的都市》   |        | 女高中生       |
| 2018年 | 《致命目擊》       | 藝瑟   |                |
| 2019年 | 《我們與愛的距離》 | 金恩熙 | 主角           |
| 2021年 | 《光與鐵》         | 恩英   |                |
| 2022年 | 《水泥烏托邦》     | 惠媛   |                |

### MV
| 年份   | 歌手     | 歌名      | 備註                       |
| 2022年 | NewJeans | 〈Ditto〉 | 與NewJeans成員、崔顯旭合作 |

## 獎項
| 年份   | 頒獎典禮                          | 獎項             | 作品               | 結果 |
| 2019年 | 第18屆翠貝卡電影節                | 最佳女主角獎     | 《我們與愛的距離》 | 獲獎 |
| 2019年 | 第39屆 韓國電影評論家協會獎       | 最佳新人女演員   | 《我們與愛的距離》 | 獲獎 |
| 2019年 | 第40屆 青龍電影獎                 | 最佳新人女演員   | 《我們與愛的距離》 | 提名 |
| 2019年 | Cine21獎                          | 最佳新人女演員   | 《我們與愛的距離》 | 獲獎 |
| 2019年 | 第13屆 Asia Pacific Screen Awards | 最佳女演員獎     | 《我們與愛的距離》 | 提名 |
| 2019年 | 第8屆 韓國最佳明星獎              | 最佳新人獎       | 《我們與愛的距離》 | 獲獎 |
| 2019年 | 第4屆 倫敦東亞電影節              | 新人演員獎       | 《我們與愛的距離》 | 獲獎 |
| 2019年 | 第19屆 導演剪輯獎                 | 新人女演員獎     | 《我們與愛的距離》 | 獲獎 |
| 2019年 | 第56屆 大鐘獎                     | 新人女演員獎     | 《我們與愛的距離》 | 提名 |
| 2019年 | 第3屆 馬來西亞國際電影節 金環獎   | 最佳女演員       | 《我們與愛的距離》 | 提名 |
| 2020年 | 第7屆 野花電影獎                  | 最佳女主角獎     | 《我們與愛的距離》 | 獲獎 |
| 2020年 | 第7屆 野花電影獎                  | 新人演員獎       | 《我們與愛的距離》 | 提名 |
| 2020年 | 第56屆百想藝術大獎                | 最佳新人女演員獎 | 《我們與愛的距離》 | 提名 |
| 2020年 | 第29屆 春史電影獎                 | 新人女演員獎     | 《我們與愛的距離》 | 提名 |
| 2020年 | 第29屆 釜日電影獎                 | 女子人氣明星獎   | 《我們與愛的距離》 | 提名 |
| 2022年 | 第1屆青龍系列大獎                 | 女子新人獎       | 《殭屍校園》       | 提名 |

## 外部連結
- NAVER （页面存档备份，存于）
- 朴持厚在互联网电影资料库（IMDb）上的資料（英文）
- 朴持厚的Instagram帳戶